# Eratoneura hymettana
Eratoneura hymettana är en insektsart som först beskrevs av Knull 1949.  Eratoneura hymettana ingår i släktet Eratoneura och familjen dvärgstritar. Inga underarter finns listade i Catalogue of Life.